# الوفاق (صحيفة سودانية)
الوفاق هي صحيفة يومية سودانية ناطقة باللغة العربية. اعتبارًا من عام 2011، كانت مؤيدة للحكومة ومعادية للغرب.
في عام 2006، أمرت الحكومة السودانية بقتل محمد طه، رئيس تحرير الصحيفة. ولكن أعلنت جماعة إسلامية متطرفة مسؤوليتها عن جريمة القتل.